# Hrabstwo Jackson (Arkansas)
Hrabstwo Jackson (ang. Jackson County) – hrabstwo w stanie Arkansas w Stanach Zjednoczonych. Obszar całkowity hrabstwa obejmuje powierzchnię 641,45 mil² (1661,35 km²). Według szacunków United States Census Bureau w roku 2009 miało 16 658 mieszkańców.
Hrabstwo powstało w 1829 roku. 

## Miasta[4]
- Amagon
- Beedeville
- Campbell Station
- Diaz
- Grubbs
- Jacksonport
- Newport
- Swifton
- Tuckerman
- Tupelo
- Weldon

| Populacja hrabstwa w poprzednich latach | Populacja hrabstwa w poprzednich latach |
| Rok                                     | Liczba ludności                         |
| --------------------------------------- | --------------------------------------- |
| 1980                                    | 21 624                                  |
| 1990                                    | 18 944                                  |
| 2000                                    | 18 418                                  |
| 2005                                    | 17 601                                  |